# 패딩턴 베어

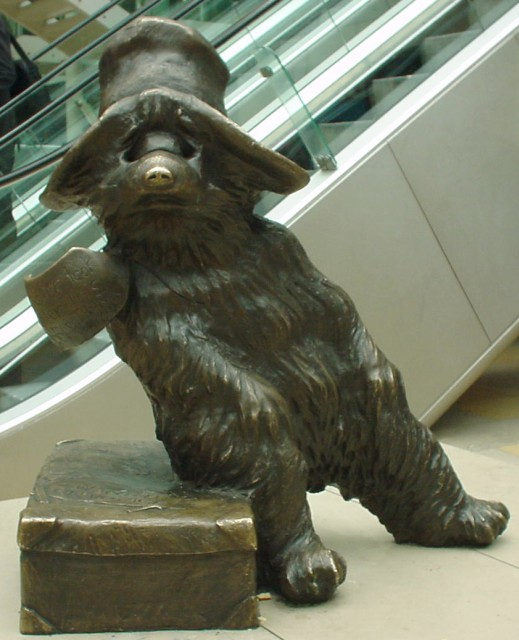
패딩턴 역의 조각상

패딩턴 베어(Paddington Bear)는 영국의 작가 마이클 본드의 아동 문학 작품에 등장하는 가상의 곰 캐릭터이다. 전세계적으로 3,500만부가 팔렸다.